# Понте-Веккьо
Понте-Веккьо (итал. Ponte Vecchio, Старый мост) — мост во Флоренции, расположенный в самом узком месте реки Арно, почти напротив галереи Уффици. Это самый старый мост в городе: он был построен в 1345 году архитектором Нери ди Фьораванти и сохранил свой первоначальный облик до наших дней. Изначально здесь находились лавки мясников; сегодня тут расположились ювелирные магазины и продавцы сувениров. Ближайшие к нему мосты: мост Санта-Тринита и Понте-алле-Грацие.

## История моста
Понте-Веккьо — самый древний мост города Флоренции и единственный, сохранивший свой первоначальный облик. Первый мост на этом месте был построен ещё во времена древнеримской эпохи. Тогда через него проходила Кассиева дорога; сваи были каменные, а надстройки — деревянные. Впервые этот мост упоминается в документах 996 года. В 1117 году он был разрушен наводнением и вскоре отстроен из камня, однако снова снесён потоками воды в 1333 году: после этого от него остались лишь две центральные сваи, как отметил Джованни Виллани в своей «Новой Хронике».
В 1345 году он был восстановлен, как утверждает Вазари, архитектором Таддео Гадди, однако современные историки склоняются к тому, что это был Нери ди Фьораванти. Башня Маннелли была возведена в южной части моста с целью его защиты.

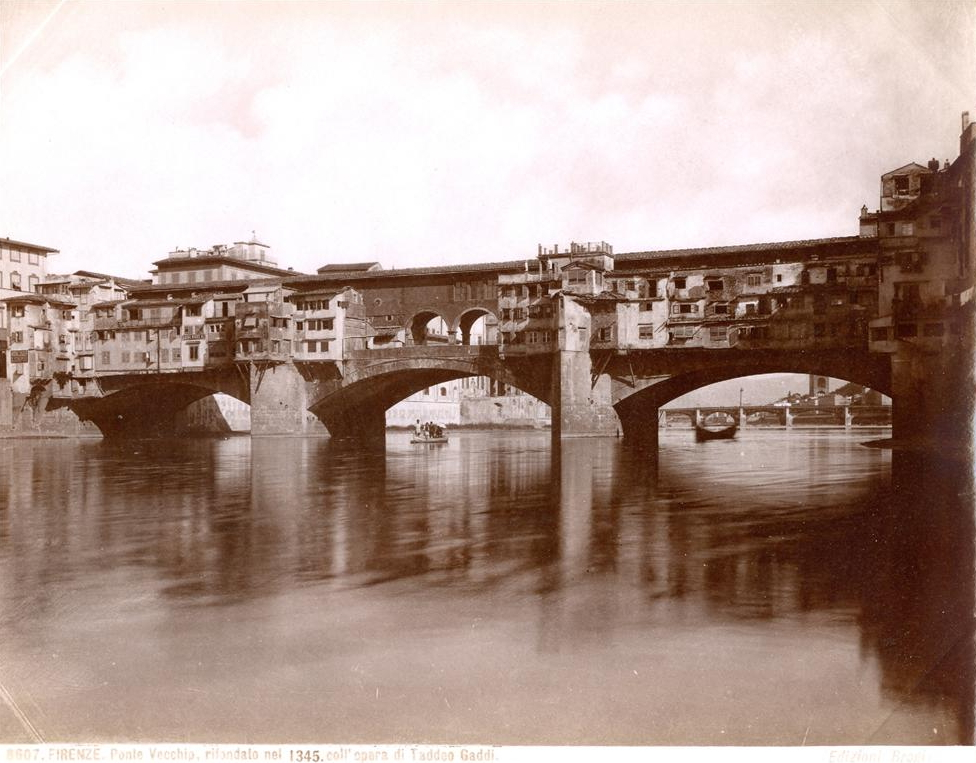
Понте Веккьо на фотографии Карло Броджи (до 1925 года)

В продолжение многих веков мост служил местом оживлённой торговли. Существует предположение, что именно здесь зародилось понятие банкротства: когда торговцу нечем было отдавать долги, прилавок, на котором он размещал свои товары («banco»), разламывался («rotto») стражей, присланной туда. Эта практика стала называться «bancorotto» (разбитый прилавок; возможно, это название происходит от «banca rotta», что значит «разорённый банк»). За неимением прилавка торговец уже был не в состоянии что-либо продать.
Во время Второй мировой войны Понте Веккьо не был разрушен, как все остальные исторические мосты Флоренции. По одной версии, когда в 1944 году немецкие войска уходили из города, при отступлении они взорвали все мосты, но Понте Веккьо был спасён бойцами Сопротивления. Однако, как утверждают многие местные и гиды, от такой участи его уберёг специальный приказ Гитлера. Тогда проход на мост был усложнён из-за разрушения близлежащих зданий в обоих его концах, которые были вскоре восстановлены в оригинальном современном стиле.

## Конструктивные особенности
Мост в его современном состоянии построен в 1345 году архитектором Нери ди Фьораванти, создавшим прочную и в то же время изящную конструкцию из трёх арок. Отличительная черта Понте-Веккьо — дома, теснящиеся по обеим его сторонам. Прямая линия зданий XIV века с течением времени была нарушена вследствие различных преобразований. В центре пролётов моста ряд зданий прерывается и переходит в открытую площадку, с которой можно любоваться рекой и другими мостами города.
Мост состоит из трёх отдельных арок: центральная имеет длину 30 метров, а боковые по 27 метров. Высота сводов колеблется между 3,5 и 4,4 м. Ширина довольно велика и равна 32 метрам.

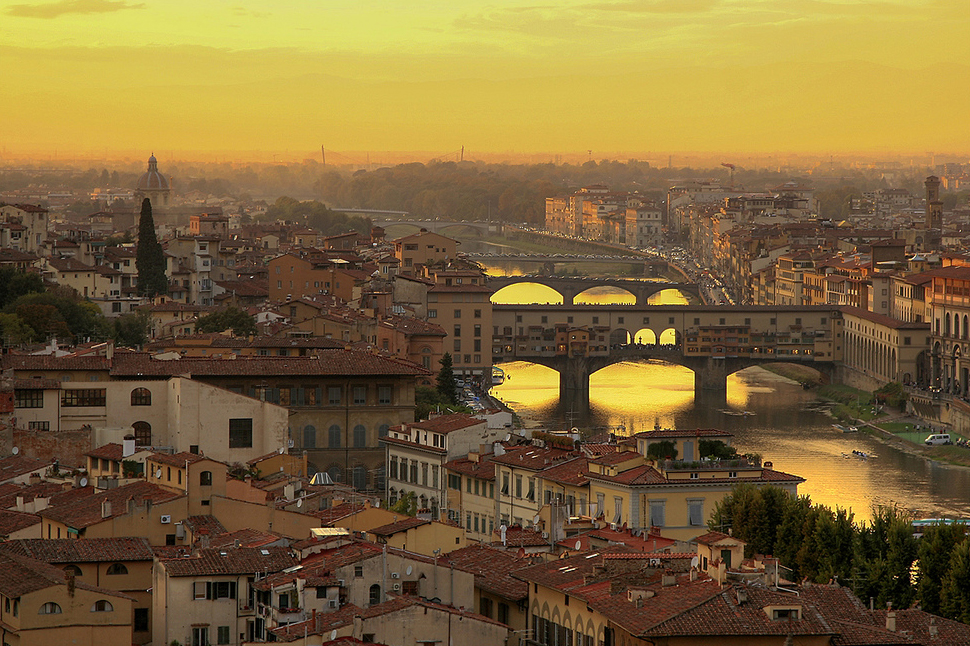
Вид на Понте Веккьо из парка Микеланджело

## Функциональные особенности
Над строениями идет Коридор Вазари, названный по имени архитектора, создавшего его специально для того, чтобы Козимо I мог спокойно проходить из палаццо Веккьо в палаццо Питти, так как в те времена на мосту располагались лавки мясников, и от моста исходило сильное зловоние. Вдоль коридора идет ряд небольших круглых окон, из которых, по легенде, правитель мог подслушивать, о чём говорят простые люди внизу на мосту. Начиная с XVI века лавки моста превратились в ювелирные магазинчики и мастерские. Поэтому его стали также называть «Золотым мостом». Во время флорентийского наводнения 1966 года ювелирные лавки сильно пострадали. На мосту находится также бюст Бенвенуто Челлини, к которому традиционно приковывают «замки любви».
В настоящее время Флоренция насчитывает десять мостов. До 1957 года их было только шесть, и в течение ряда веков они неоднократно перестраивались. Все мосты, за исключением Понте-Веккьо, были реконструированы после Второй мировой войны. Однако перед Второй мировой войной во время правления Муссолини специально к приезду Гитлера с внутренней стороны Коридора Вазари в центральной части была сделана смотровая площадка с большими прямоугольными окнами, которые сохранились до настоящего времени.

Панорамный вид на Понте Веккьо

## В культуре
- На мосту развивается действие нескольких миссий видеоигры Assassin's Creed II[6].
- Упоминается в арии «O mio babbino caro», написанной итальянским композитором Джакомо Пуччини в 1918 году.
- Упоминается в книге «Инферно» Дэна Брауна.
- Упоминается в книге «Асканио» Александра Дюма.
- Упоминается в книге «Назови меня своим именем» Андре Асимана.
- Упоминается в «Рассказе об отрубленной руке» Вильгельма Гауфа.
- Упоминается в книге  «Sword art online: Progressive 5» Реки Кавахары

## Галерея

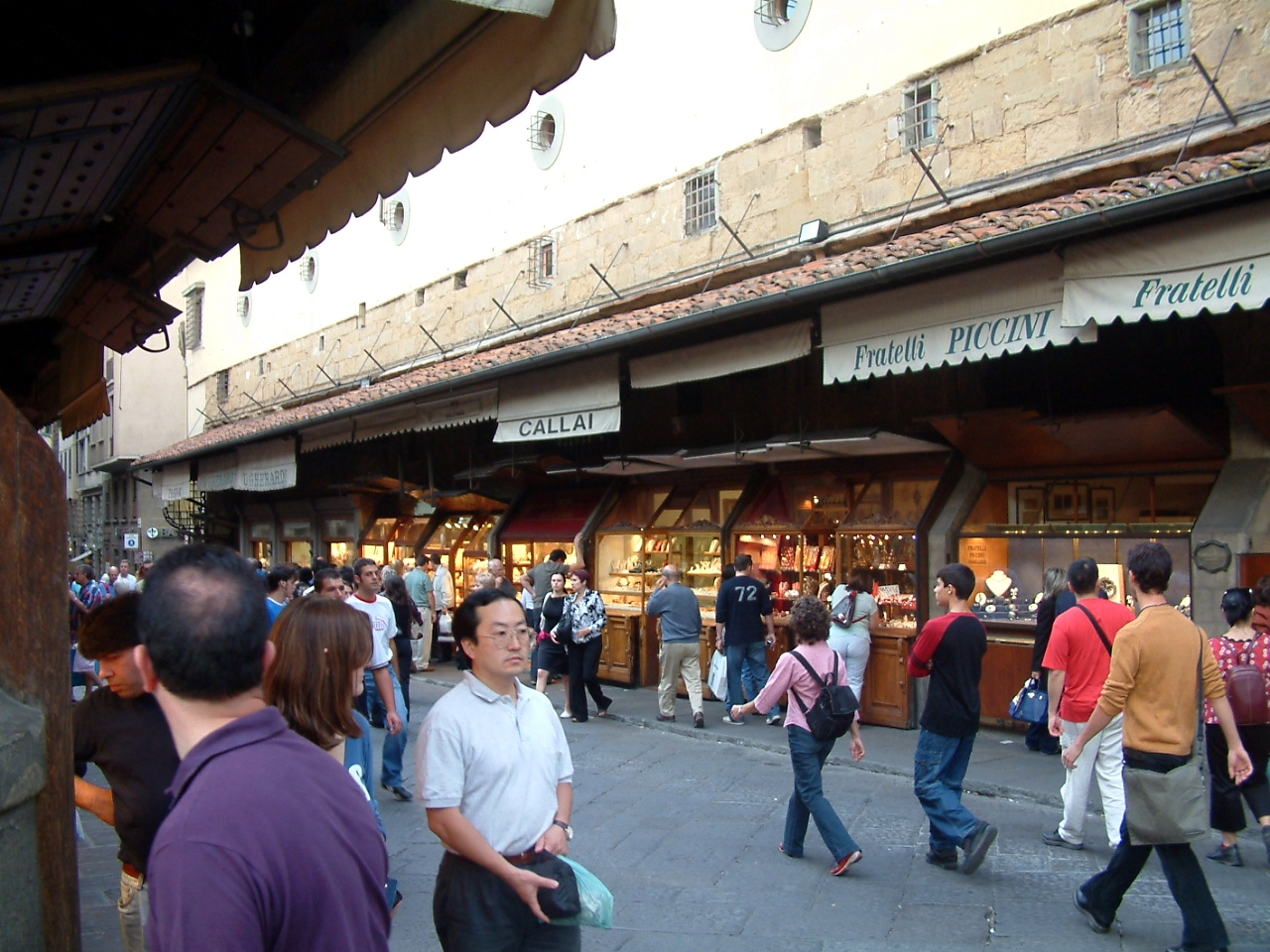
На самом мосту
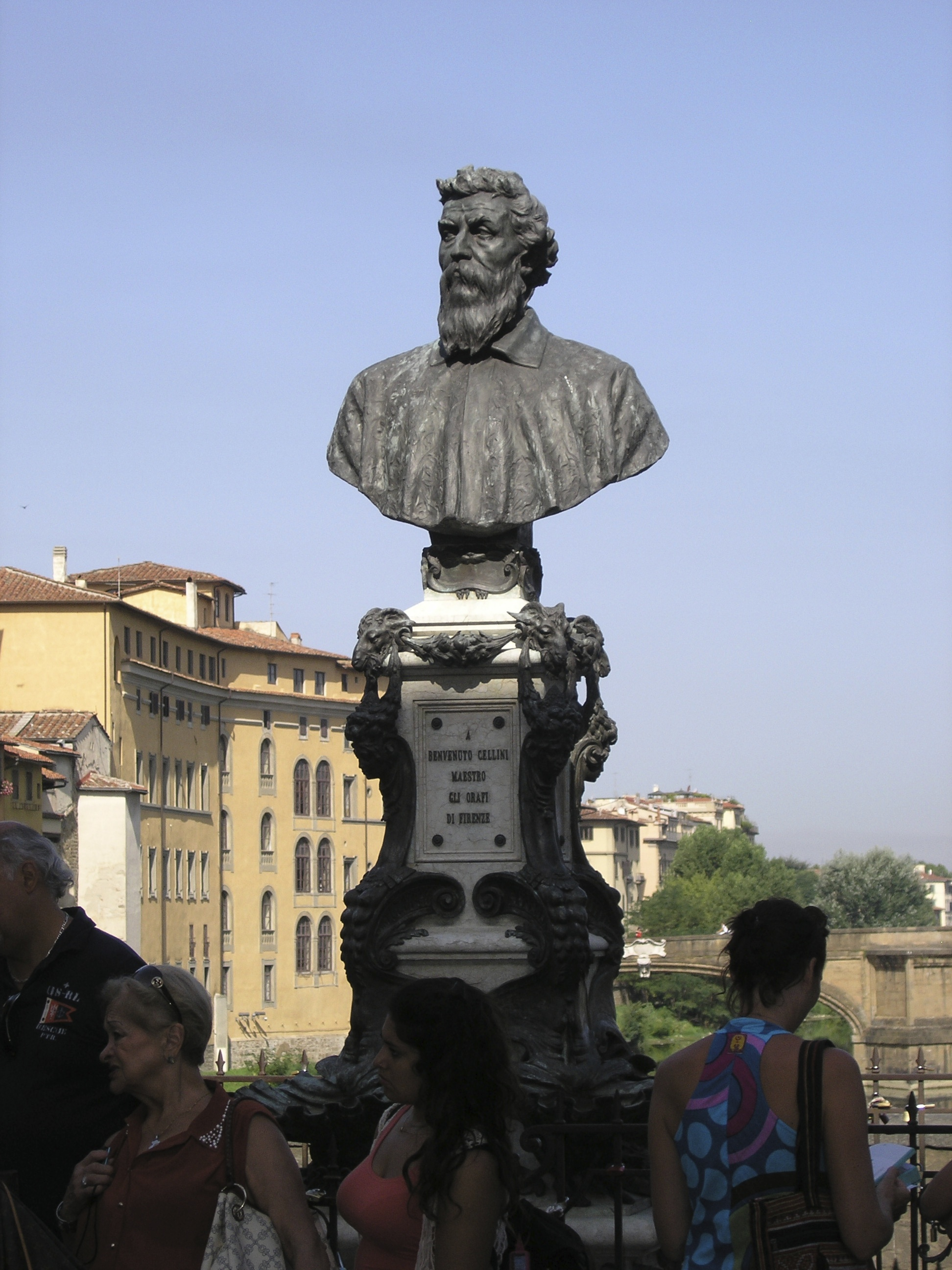
Бюст Бенвенуто Челлини
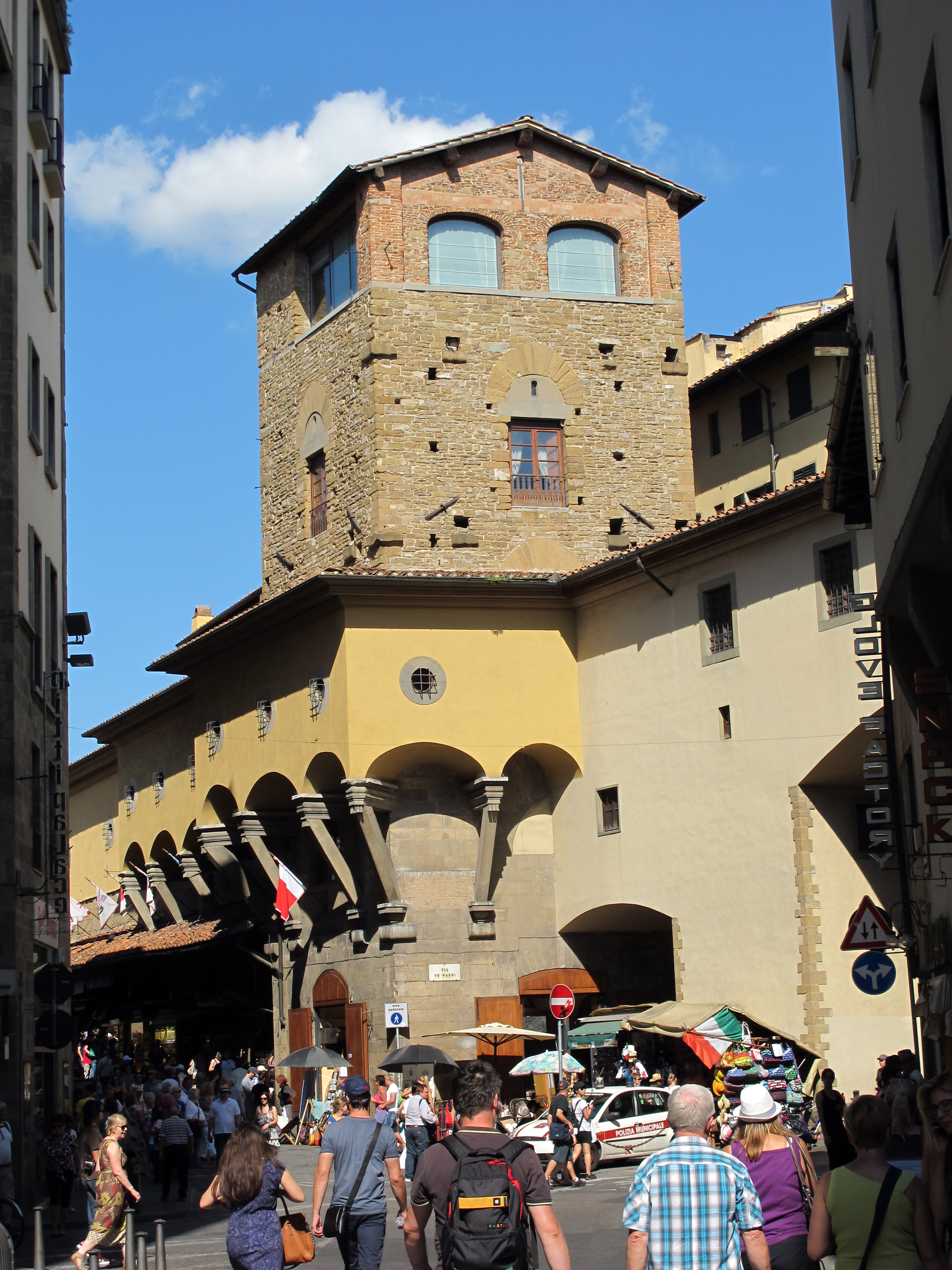
Башня Маннелли в южной части моста
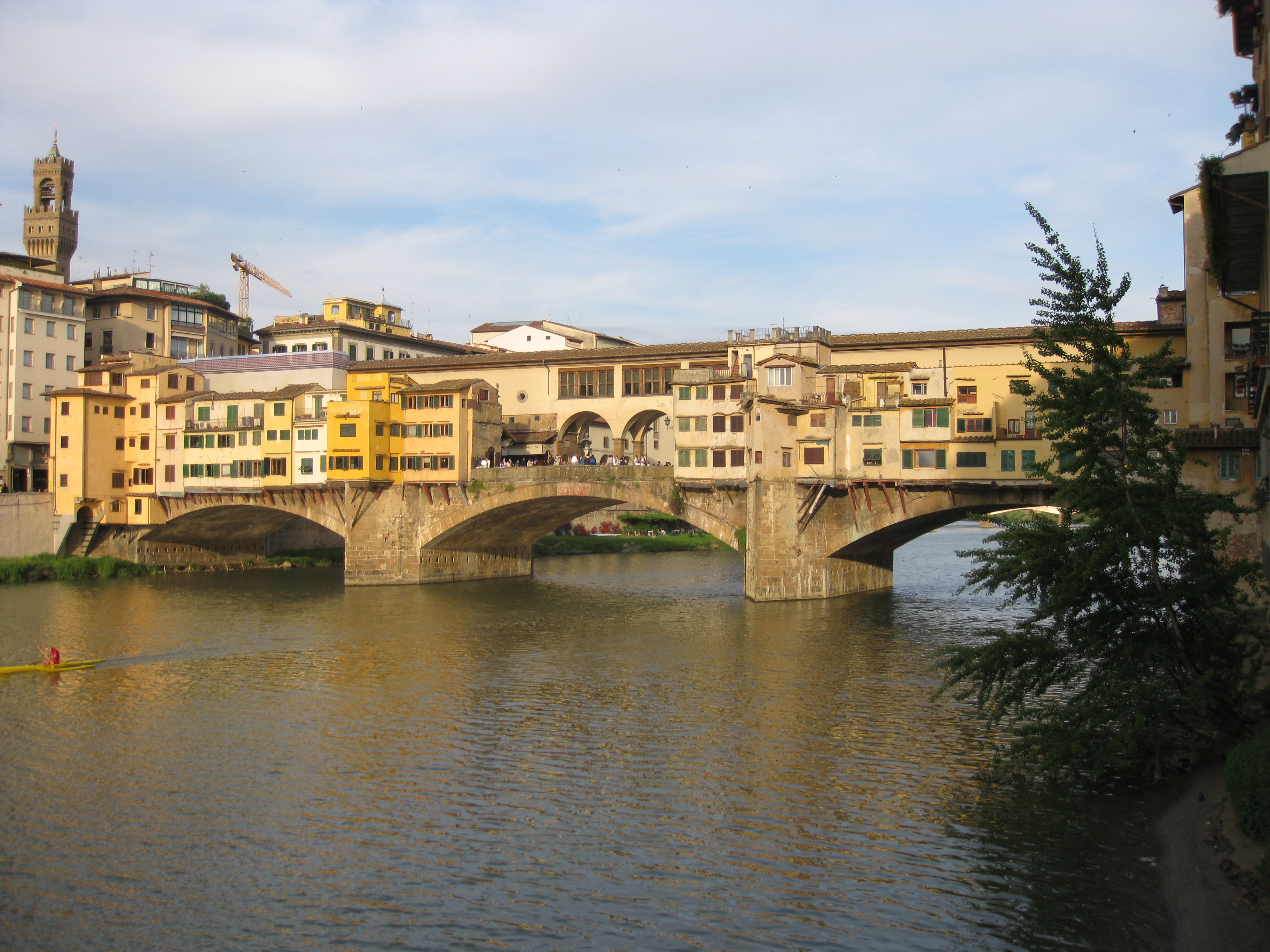
Вид на мост с запада
Коридор Вазари и Понте-Веккьо. Вид из Галереи Уффици.
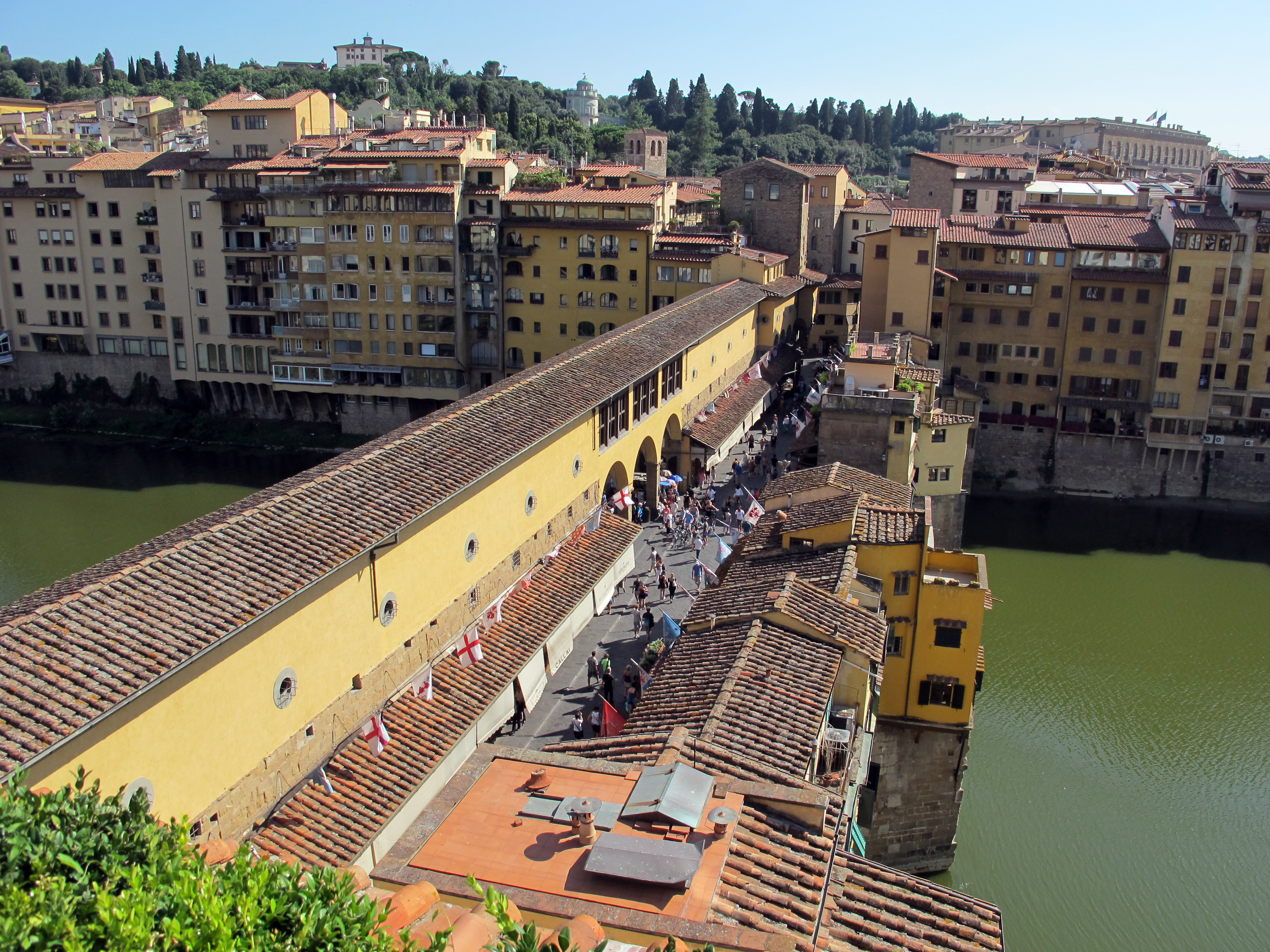
Вид на мост сверху
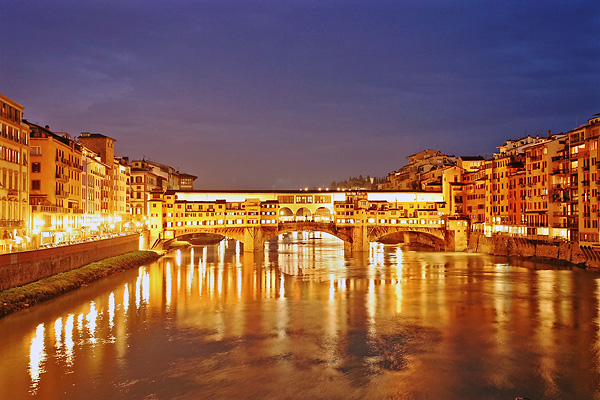
Мост Веккьо в ночное время
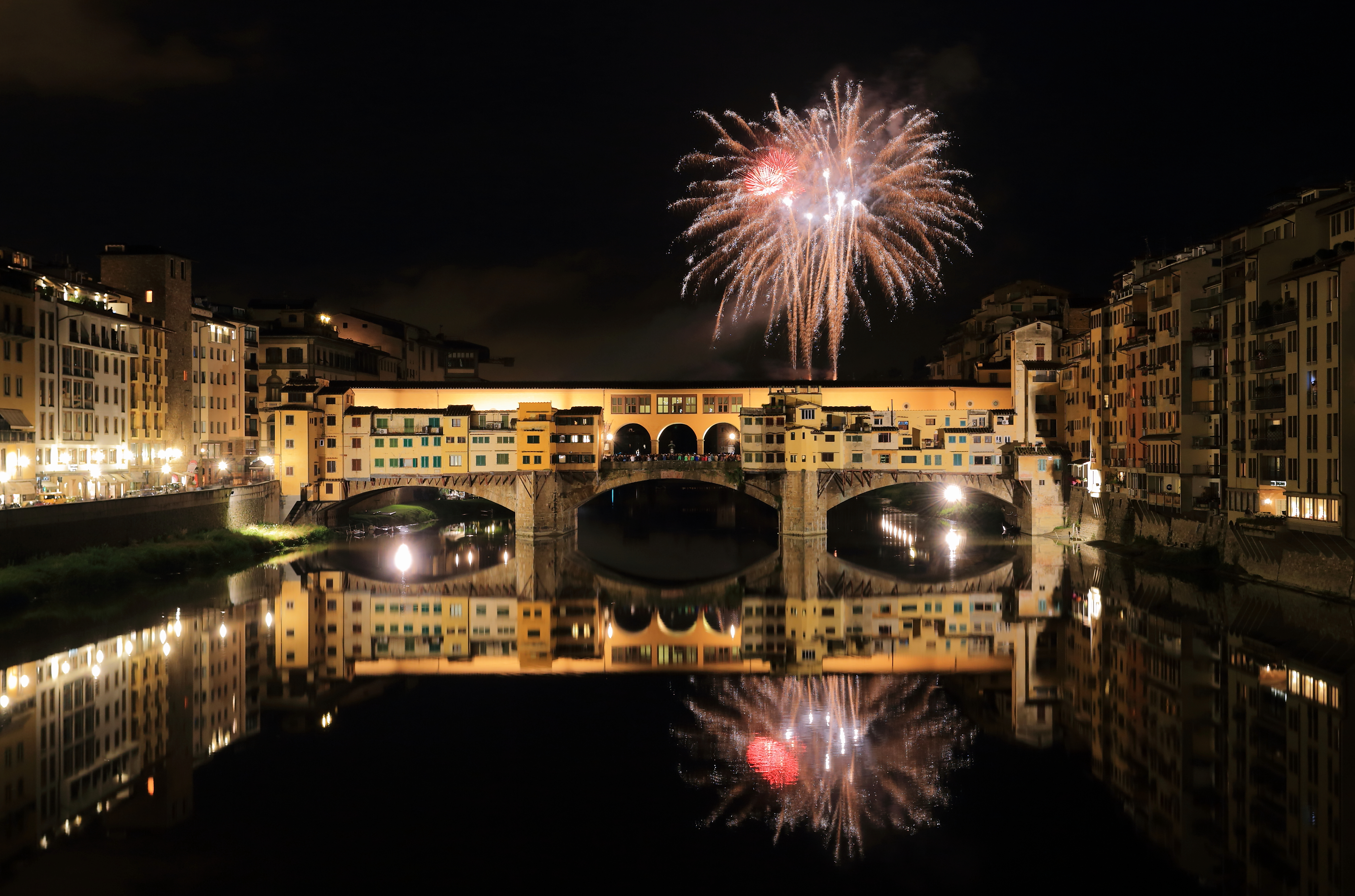
Фейерверк над мостом
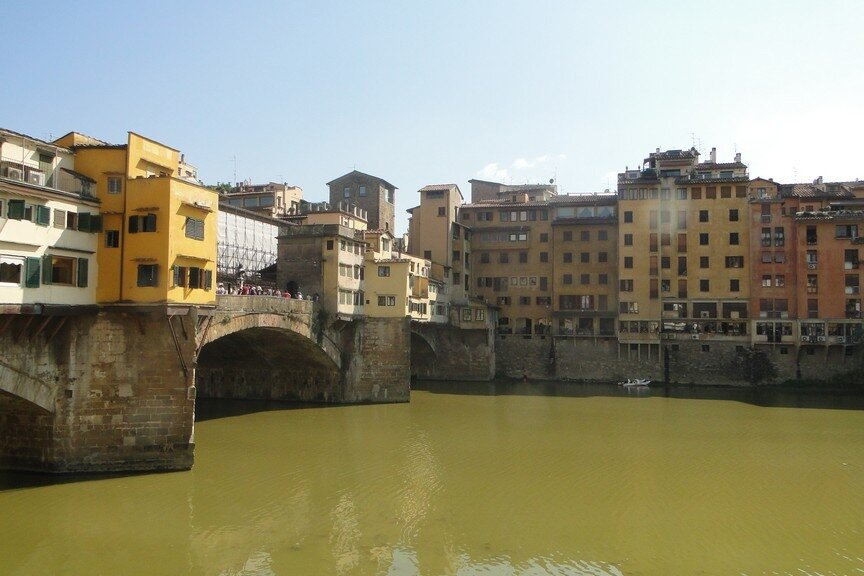
Вид на мост и расположенные на нем постройки
Апартаменты на мосту